# Déu de la nit
El déu de la nit és una divinitat que personifica la nit o la foscor (a vegades es divideix aquest paper en dos) present a múltiples mitologies. Quan s'entén el panteó com un conjunt format per parelles primordials, la deessa de la nit adopta forma femenina i s'oposa al déu del sol masculí, encarregat del dia. Els déus de la nit poden estar aliats amb els déus ctònics, ja que ambdós es mouen en l'obscuritat, o amb el déu de la lluna (amb qui en determinades mitologies s'han fusionat).
Alguns déus de la nit:
- Neftis, deessa egípcia
- Aritimi,[1] de la mitologia etrusca
- Nyx, entre els grecs
- Ratri, a l'hinduisme
- Nótt, del panteó nòrdic